# Walery Rzewuski
Walery Rzewuski (14. června 1837 Krakov – 18. listopadu 1888 tamtéž) byl polský portrétní fotograf, sociální aktivista a radní Krakova.

## Fotograf
Byl oblíbeným fotografem. Pořídil celou řadu portrétů předních osobností světa kultury a vědy své doby. Fotografoval také šlechtu, podnikatele a členy vlády. V Krakově ve svém studiu zaměstnával několik zaměstnanců – první byl na Grodzka Street v Krakově. V letech 1864–1867 postavil dům v ulici Kolejowaja (nyní Westerplatte), kde vytvořil moderní studio a laboratoř. Po jeho smrti měl být dům určen pro fotografickou školu, ale město, které bylo dědicem, nikdy tento závazek nesplnilo. Je však po něm pojmenováno muzeum historie fotografie v Krakově.

## Radní
Od roku 1869 do 1888 byl členem městské rady. Dvakrát podal návrh na vybudování nové divadelní budovy (v roce 1872 a 1877) a v důsledku těchto snah byl návrh nakonec v roce 1886 schválen a v roce 1891 byla výstavby divadla Stará synagoga zahájena. Snažil se také překlenout staré koryto řeky Visly, postavit Národní muzeum nebo pomník Adama Mickiewicze.
Jeho fotografie jsou hodnotné a vyhledávané sběratelské předměty.

## Galerie

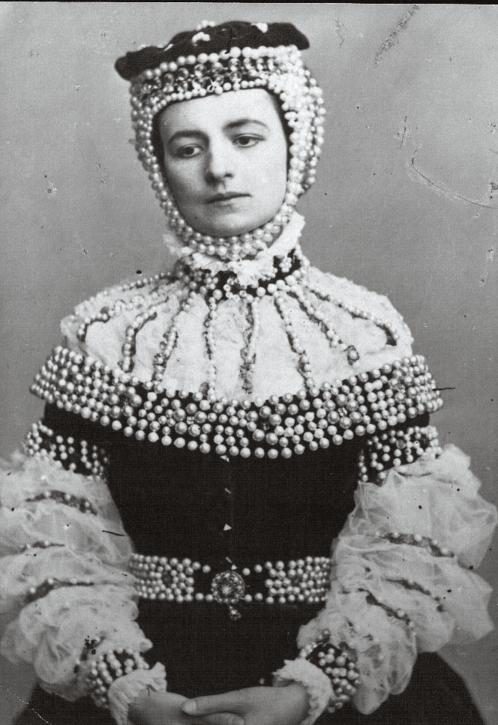
Walery Rzewuski: Helena Modrzejewska, 1865
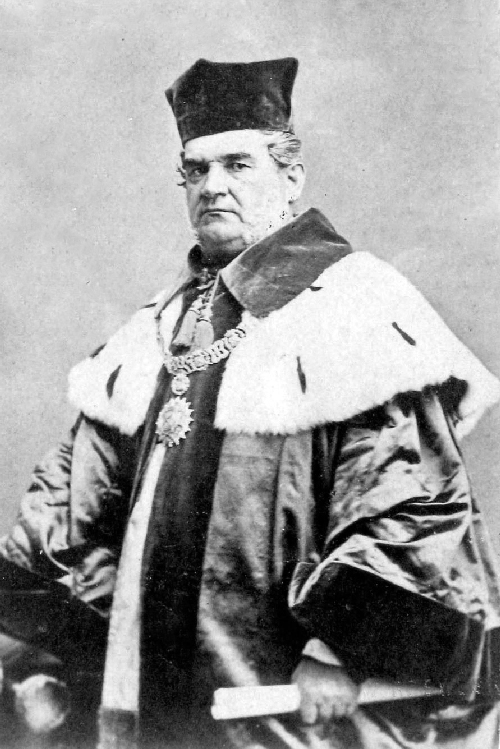
Józef Dietl
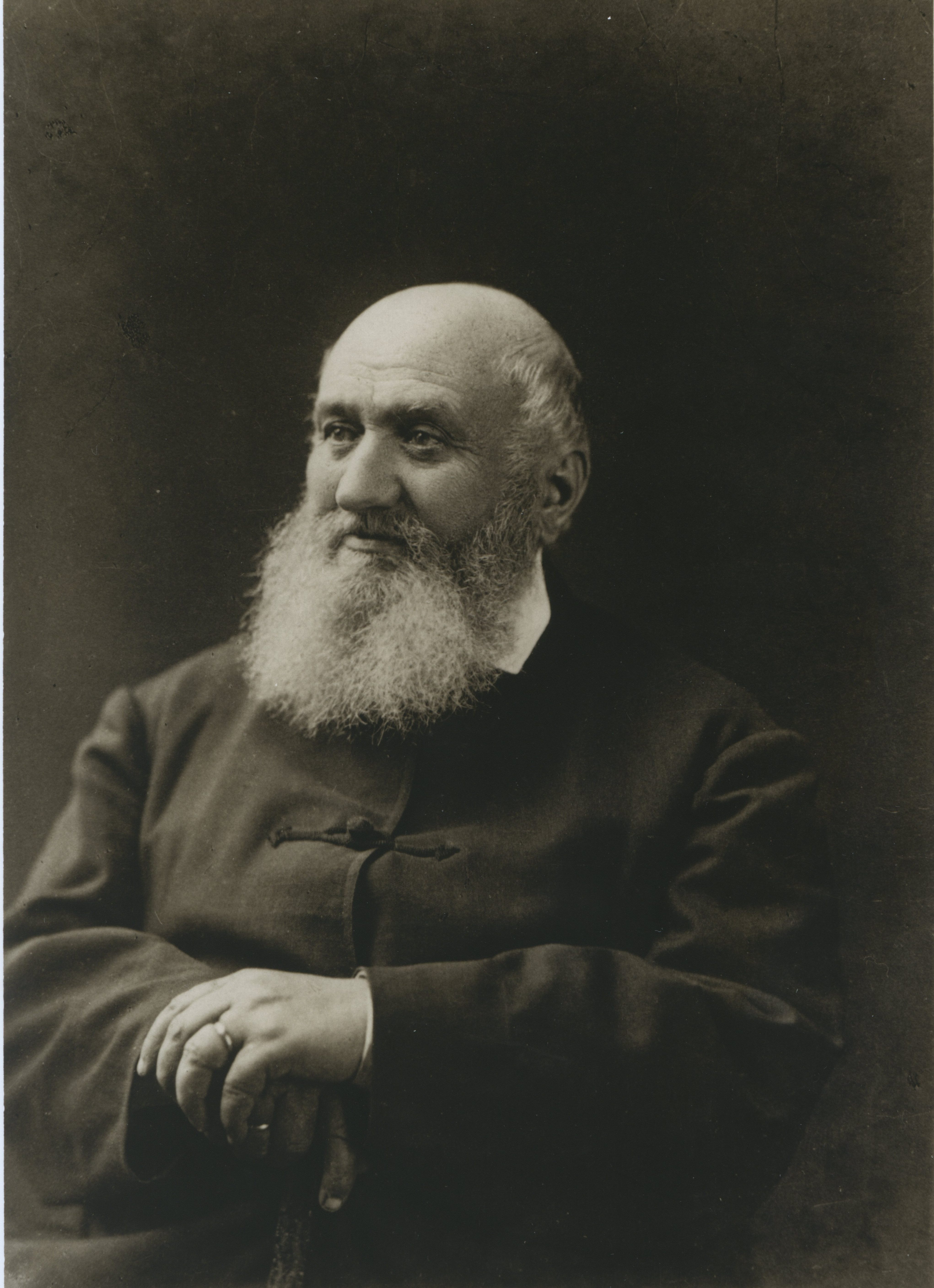
Teofil Wojciech Ostaszewski
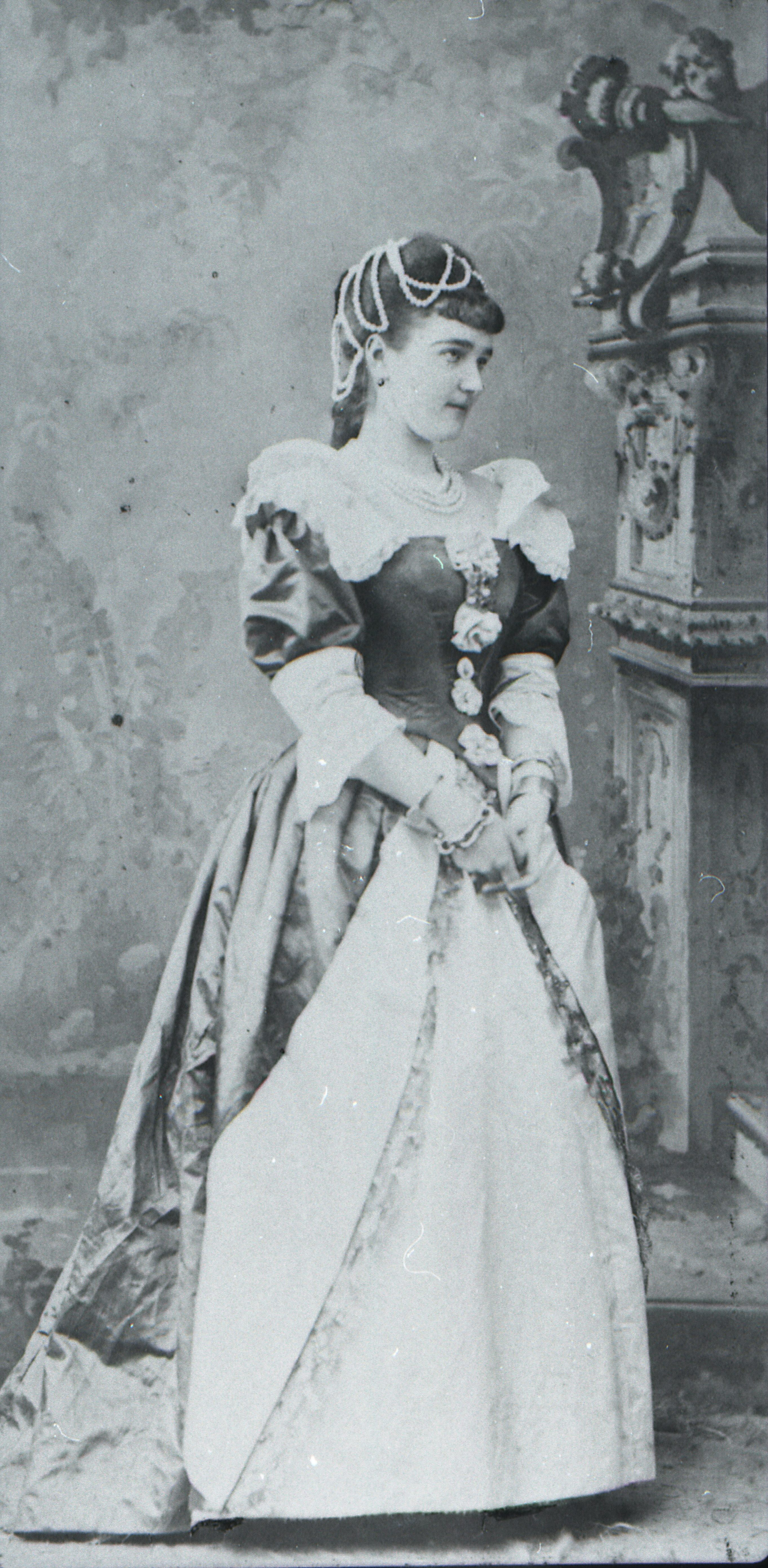
Maria z Chłapowskich Ostaszewska
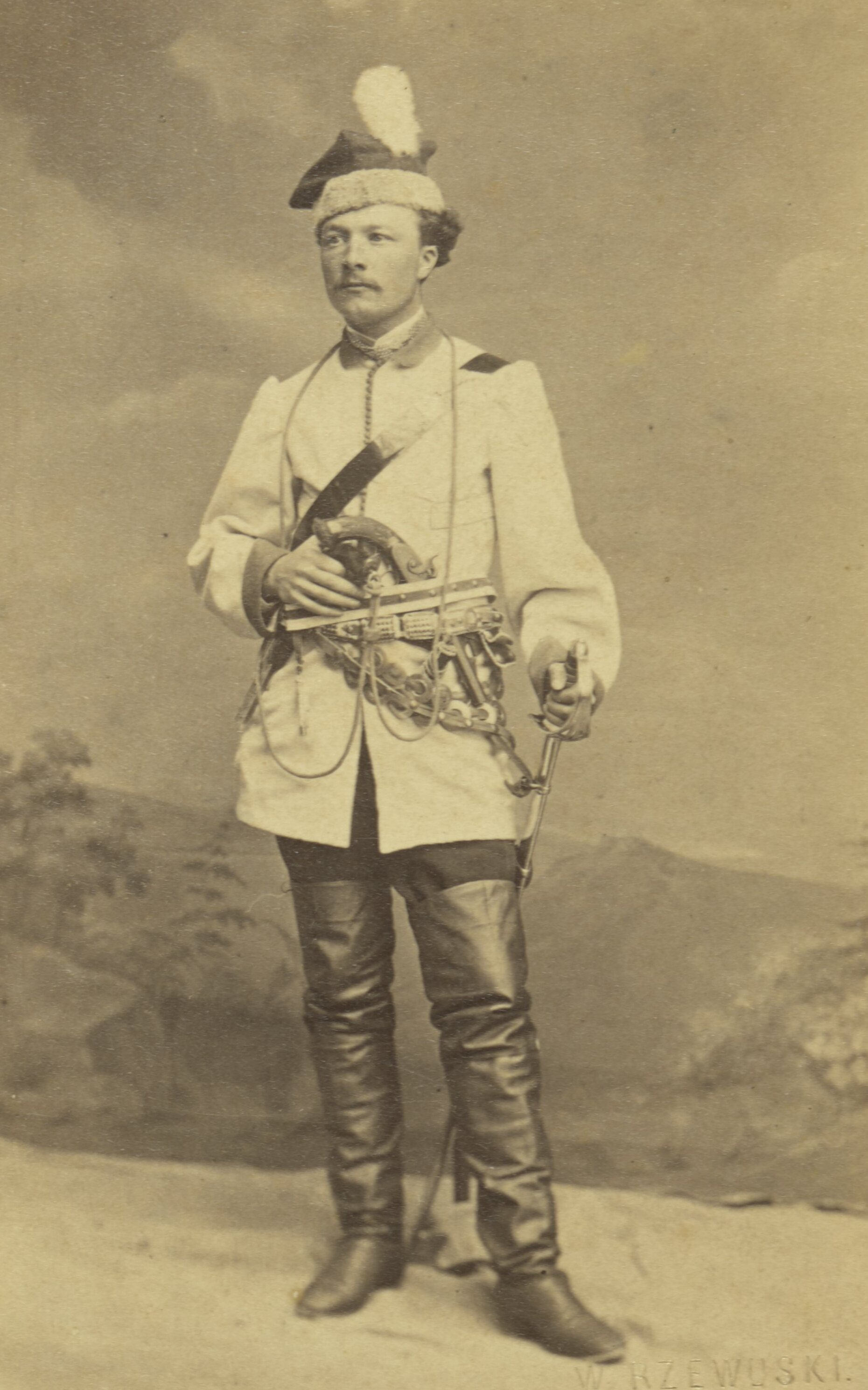
Henryk Schmitt
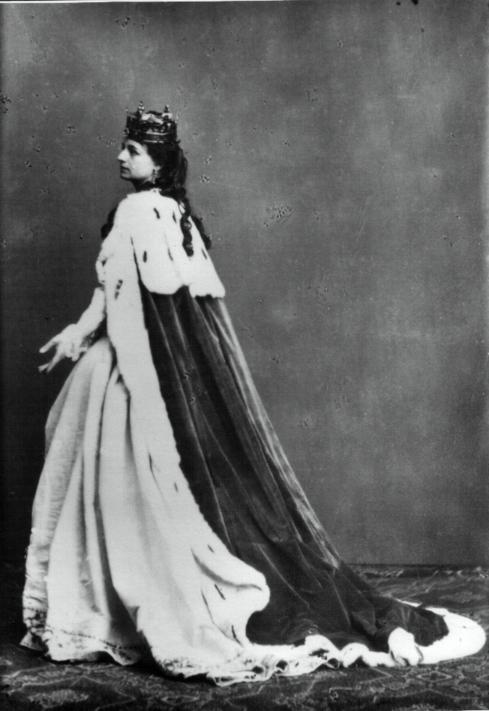
Helena Modrzejewska, 1866, Krakow